# Der Distelfink (Roman)
Der Distelfink (Original-Titel: The Goldfinch) ist ein Roman der amerikanischen Schriftstellerin Donna Tartt. Das Buch erschien erstmals am 22. Oktober 2013 im Verlag Little, Brown and Company, die deutsche Übersetzung von Rainer Schmidt und Kristian Lutze erschien am 10. März 2014 im Goldmann Verlag.

## Handlung

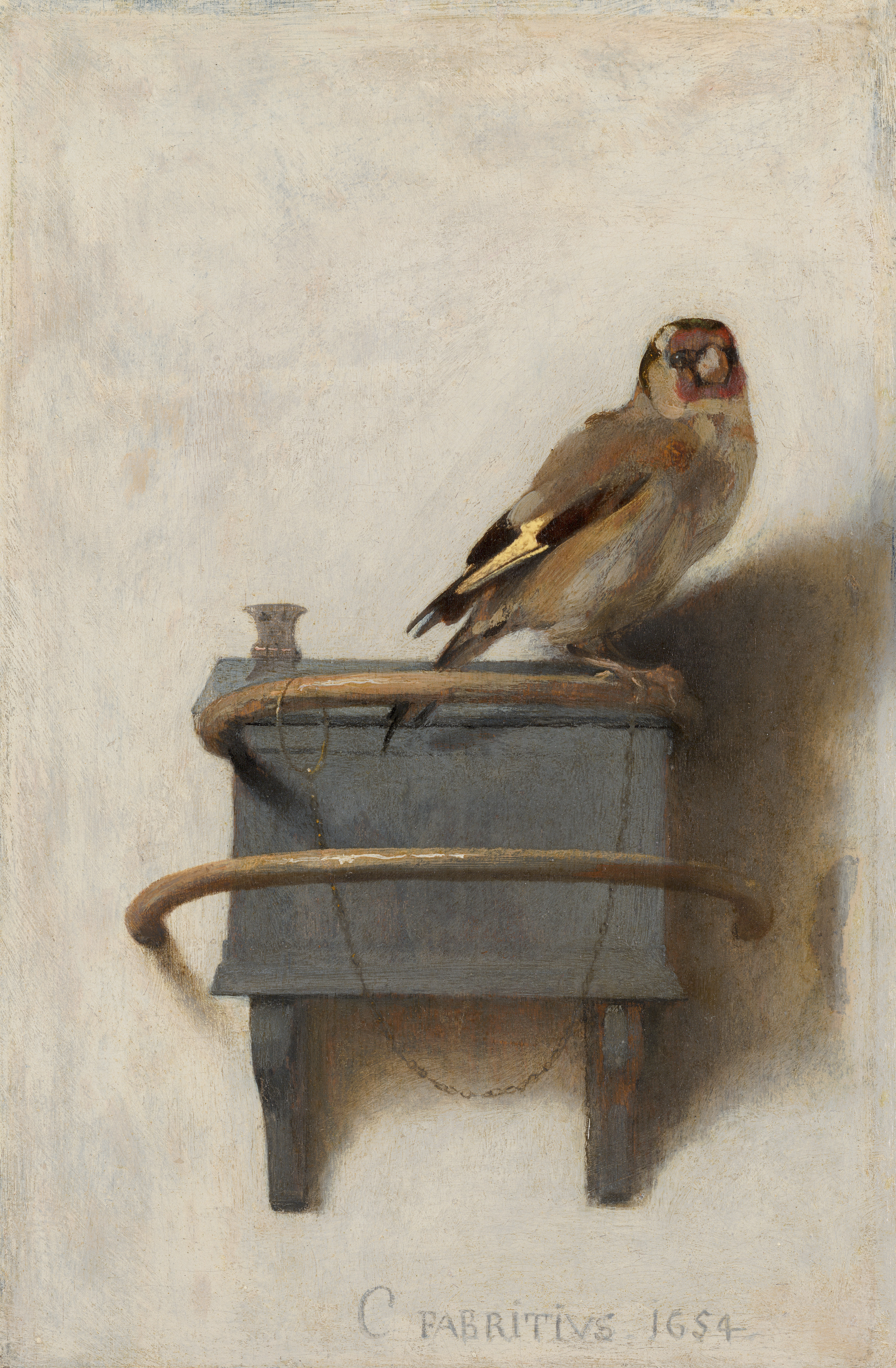
Der Distelfink von Carel Fabritius (1654), Königliche Gemäldegalerie Mauritshuis, Den Haag

Im Alter von 13 Jahren verliert der Ich-Erzähler, Theodore Decker, bei einem Besuch im New Yorker Metropolitan Museum durch einen terroristischen Bombenanschlag seine Mutter. Selbst durch die Explosion verletzt, steht er dem sterbenden Welton Blackwell bei, dessen Nichte Pippa ihm vor dem Anschlag aufgefallen war. Theodore kann sich schließlich aus den verwüsteten Museumsräumen befreien und lässt auf Blackwells Drängen hin das Gemälde Der Distelfink des niederländischen Malers und Rembrandt-Schülers Carel Fabritius in einer Plastiktüte mitgehen. Das Gemälde wird ihn von da an durch die Handlung des Romans begleiten. Blackwell vertraut ihm außerdem seinen karneolbesetzten Ring an und nennt ihm den Namen seiner Firma in Greenwich Village.
Theodore (Theo) Decker kommt zunächst für einige Monate bei der wohlhabenden Familie seines Klassenkameraden Andy Barbour unter. Einige Zeit später nimmt er Kontakt zu James Hobart auf, dem Geschäftspartner des verstorbenen Welton Blackwell, mit dem zusammen Hobart eine Antiquitätenwerkstatt und -handel betrieben hatte. Er hält sich nun häufig bei Hobart (genannt „Hobie“) auf, den er als väterlichen Freund betrachtet und von dem er die Grundzüge der Möbelrestaurierung lernt. Bei Hobie trifft er auch Pippa wieder, die ebenfalls den Anschlag überlebt hatte und die sich nun nur langsam von den schweren Verletzungen erholt. Theo verliebt sich in Pippa, die von einer sorgeberechtigten Tante in ihr Haus geholt werden soll.
Diese Situation ändert sich abrupt, als sich Theos Vater Larry Decker meldet, der einige Zeit vor Beginn der Romanhandlung seine Familie verlassen hatte. Er, ein alkoholkranker Berufsspieler und ehemaliger Film-Kleindarsteller, nimmt Theo mit nach Las Vegas, wo er mit seiner Freundin Xandra lebt.
Dort lernt Theodore den gleichaltrigen Ukrainer Boris kennen, mit dem ihn fortan eine tiefe Freundschaft verbindet, die einerseits durch gemeinsame Diebestouren, Alkohol- und Drogenexzesse geprägt ist, andererseits vom gegenseitigen Verständnis und Vertrauen lebt, das die beiden Halbwaisen verbindet.
Nachdem Larry Decker bei einem Autounfall ums Leben gekommen ist, beschließt der inzwischen 15-jährige Theodore aus Las Vegas zu fliehen, um nicht in staatliche Obhut zu kommen. Gemeinsam mit Boris bestiehlt er Xandra und fährt nach New York, wo er von Hobie aufgenommen wird. Das entwendete Gemälde, das Theodore in seiner Zeit in Las Vegas sich wiederholt angesehen und schließlich fest verpackt hatte, deponiert er in einem Mietfach in einem Lagerhaus, um eine zufällige Entdeckung zu verhindern. Pippa sieht er nur kurz, da sie inzwischen in einem Schweizer Internat lebt.

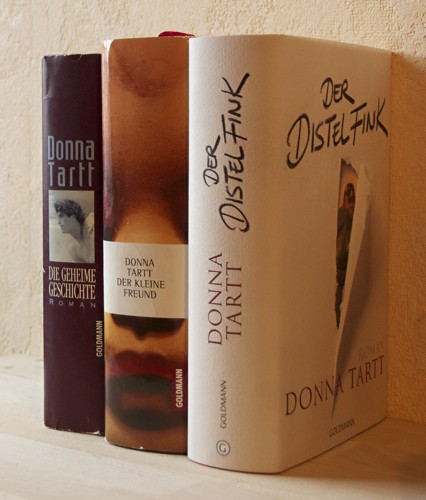
Ins Deutsche übersetzte Romane von Donna Tartt

Nach einem Zeitsprung über acht Jahre zeigt die zweite Hälfte des Romans Theodore als jungen Erwachsenen, der mittlerweile Hobies Geschäftspartner geworden ist und als Verkäufer den vor dem Ruin stehenden Antiquitätenladen zu neuem Erfolg bringen konnte. Dies war nur möglich, weil Theo eine ganze Reihe von Hobies handwerklich geschickt restaurierten Möbeln als wertvolle Originale an ahnungslose Neureiche verkauft hat. Theo ist weiterhin drogensüchtig und gibt einen Gutteil der Geschäftseinnahmen für seine Sucht aus, auch davon weiß Hobie nichts und will das auch nicht wissen.
Zu dieser Zeit kommt Theo wieder in Kontakt mit den Barbours. Er erfährt, dass sein Schulfreund Andy bei einem Segelunfall zusammen mit dessen geistig verwirrtem Vater ums Leben gekommen ist. Theo freundet sich mit Andys Schwester Kitsey an, nach einer Weile schmieden beide Hochzeitspläne.
Überraschend trifft Theo in New York auf Boris, der mittlerweile sehr erfolgreich kriminelle Geschäfte betreibt. Ihre Freundschaft scheint sofort wieder aufzuleben, wird jedoch durch Boris’ Geständnis belastet, der zugibt, dass er seinerzeit in Las Vegas das Gemälde entdeckt und es gegen eine Attrappe ausgetauscht hatte. Im Zuge eines größeren Drogengeschäfts ging das als Pfand eingesetzte Bild dann verloren.
Um das Gemälde wiederzubeschaffen, fliegen beide nach Amsterdam, um dort einer Spur nachzugehen. Der Versuch scheitert, dabei erschießt Theo einen der Verbrecher. Theo sitzt in Amsterdam fest und verfällt in einen Drogenwahn. Boris sorgt derweil dafür, dass die Kunstpolizei das Bild zusammen mit anderen gestohlenen Kunstwerken in einem Verbrecherdepot finden kann und erschwindelt sich damit als Tippgeber die ausgelobten Belohnungen in Millionenhöhe, die er größtenteils Theo zukommen lässt. Der kehrt nach New York zurück und beginnt, mit dem Geld die Antiquitäten bei den von ihm betrogenen Kunden zurückzukaufen. Sein Verlöbnis mit Kitsey ist in der Schwebe, seine Liebe zu Pippa ebenfalls.

## Hintergrund
Zur Idee, die Explosion in einem Museum zum Ausgangspunkt der Erzählung zu machen, kam Donna Tartt angesichts der Zerstörung der Buddha-Statuen von Bamiyan durch die Taliban im März 2001. Im Zentrum des daraufhin nach und nach entwickelten Plots sollte zunächst ein anderes Gemälde stehen, als die Autorin zufällig den Distelfink entdeckte und Details über das Leben des Malers recherchierte, der selbst bei einer Explosion ums Leben kam.

## Rezeption durch die Literaturkritik
Der Roman wurde von der amerikanischen Literaturkritik einhellig gelobt. So bezeichnete Michiko Kakutani ihn in der New York Times als „herrlicher, dickenshafter Roman, ein Roman, der all ihr bemerkenswertes erzählerisches Talent zu einem mitreißenden, symphonischen Ganzen bündelt, und dem Leser die umfassenden Freuden durchlesener Nächte in Erinnerung ruft“ („glorious, Dickensian novel, a novel that pulls together all her remarkable storytelling talents into a rapturous, symphonic whole and reminds the reader of the immersive, stay-up-all-night pleasures of reading“). Stephen King nennt Donna Tartt „eine hinreißende Erzählerin“ („a gorgeous storyteller“). Woody Brown schreibt für Artvoice: „Selbst wenn mein Leben davon abhinge, hätte ich das Buch nicht weglegen können. Dieser Roman ist eine außergewöhnliche Errungenschaft, bar irgendwelcher Eitelkeiten seitens des Autors wie auch alles anderen außer dem, was er als Behältnis für wahrhaft große Literatur einfordert.“ („I could not put this book down, not even if my life had depended on it. This novel is an extraordinary achievement, one completely bereft of any vanity on the part of the author or anything apart from the demands that truly great fiction makes on its vessel.“)
In der deutschsprachigen Literaturkritik herrscht ähnlicher Enthusiasmus: Felicitas von Lovenberg bezeichnet den Roman in der FAZ als „Meisterwerk“ Ilka Piepgras schreibt in der Zeit, Donna Tartt schreibe „Bücher, die so wahrhaftig wirken, dass die Protagonisten den Leser weit über die Lektüre hinaus begleiten.“ In der taz heißt es, Donna Tartt verwebe „mit großer Meisterschaft die emotionale Odyssee ihres Protagonisten, psychologische Fragen und moralische Wertediskussion“. Gracy Olmstead stieß sich allerdings sehr an der flachen Zeichnung der Figur Theo, der fast die ganze Handlung über vollständig passiv bleibt und bis auf den Schock und die Trauer über den Verlust seiner Mutter und die stille Verliebtheit in Pippa so gut wie keine tieferen Emotionen erkennen lässt.
Das Portal femundo lobte die gelungene Hörbuch-Interpretation von Matthias Koeberlin.

## Erfolg
Der Roman wurde 2013 von Amazon zum besten Buch des Jahres gekürt. 2014 wurde er mit dem Pulitzer-Preis im Bereich Belletristik ausgezeichnet und für den Baileys Women’s Prize for Fiction nominiert.
Bis Juni 2014 verkauften sich in den USA über 1,5 Mio. Exemplare. Die Filmrechte wurden von Warner Bros. erworben.

## Verfilmung
2018/19 wurde der Roman von Regisseur John Crowley verfilmt, mit Ansel Elgort, Aneurin Barnard, Ashleigh Cummings, Jeffrey Wright und Nicole Kidman in den Hauptrollen. Kinostart war im Herbst 2019.

## Ausgaben
Englische Originalausgabe
- The Goldfinch. Little Brown and Company, 2013, ISBN 978-0-316-25882-1 (Gebundene Ausgabe).
  - The Goldfinch. Back Bay Books, 2015, ISBN 978-0-316-05544-4 (Taschenbuchausgabe).
- The Goldfinch. Little, Brown & Company, 2013 (Audio-CDs, ungekürzt, Sprecher: David Pittu; Audie Awards in den Kategorien Best Literary Fiction Audiobook und Best Male Solo Performance, 2014).

Deutsche Ausgaben
- Der Distelfink. Goldmann, 2014, ISBN 978-3-442-31239-9 (Gebundene Ausgabe).
  - Der Distelfink. Goldmann, 2015, ISBN 978-3-442-47360-1 (Taschenbuchausgabe).
- Der Distelfink. der Hörverlag, 2014 (Hörbuch/Download, ungekürzt, Sprecher: Matthias Koeberlin).
  - Der Distelfink. der Hörverlag, 2015 (Hörbuch/MP3-CD, ungekürzt, Sprecher: Matthias Koeberlin).